# Olm (Luxemburg)
Olm (Luxemburgs: Ollem) is een plaats in de gemeente Kehlen en het kanton Capellen in Luxemburg.

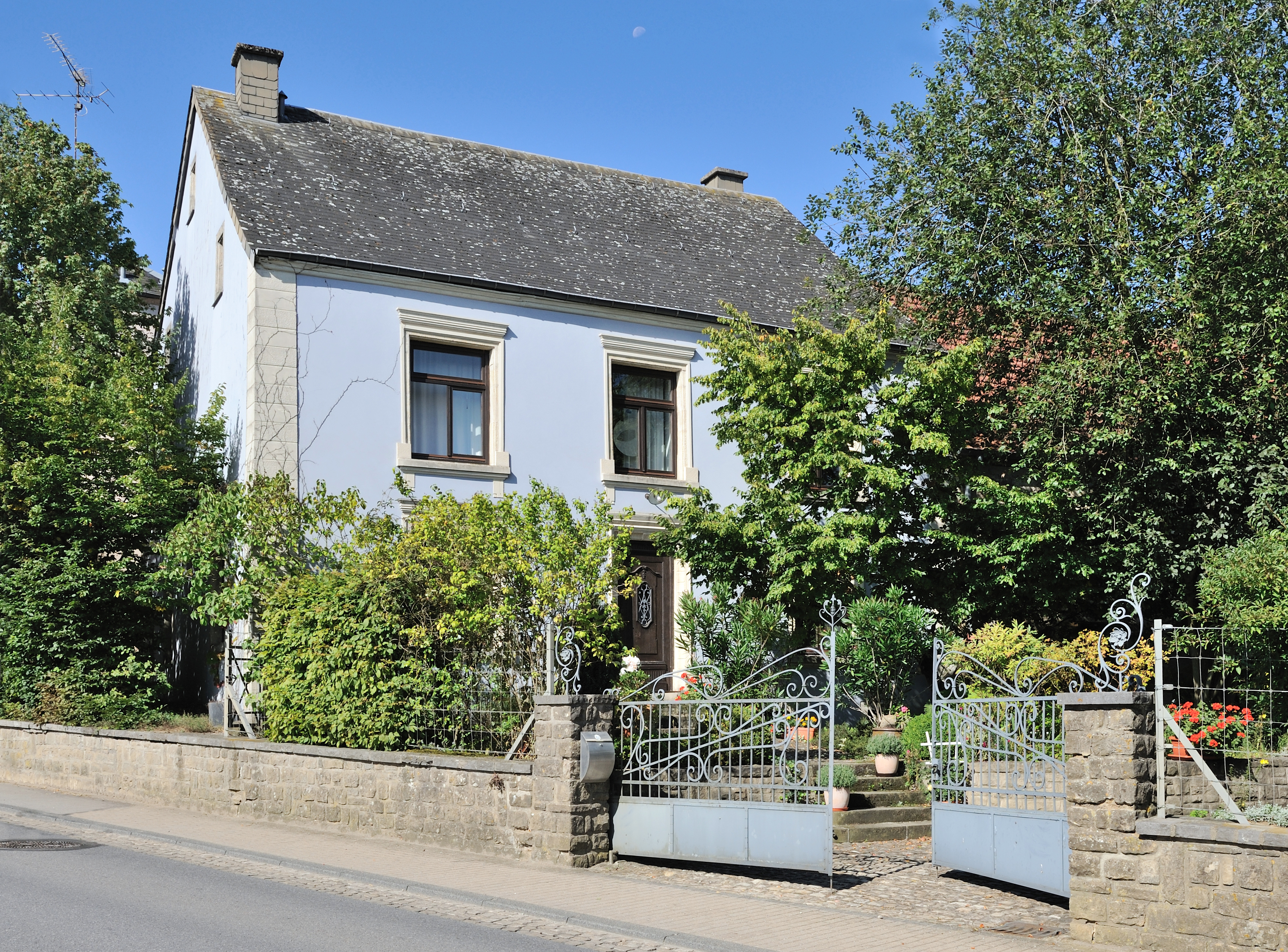
Huis in Olm

Olm telt 1430 inwoners (2001).